# Histanocerus cochlearis
Histanocerus cochlearis es una especie de coleóptero de la familia Pterogeniidae.

## Distribución geográfica
Habita en Papúa Nueva Guinea.